# Tod Robbins
Pour les articles homonymes, voir Robbins.
Clarence Aaron Robbins, dit Tod Robbins, né le 25 juin 1888 à Brooklyn et mort le 10 mai 1949  à Saint-Jean-Cap-Ferrat, est un scénariste et écrivain américain de roman policier et d’horreur.

## Œuvres

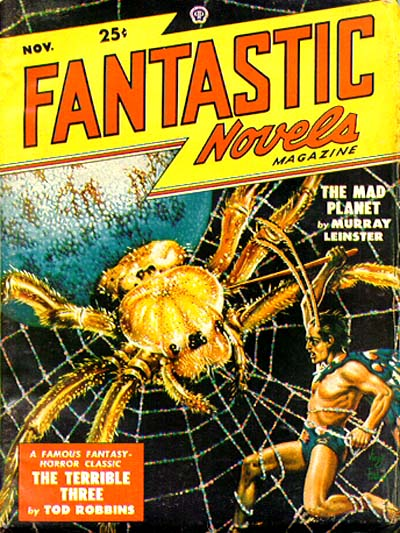
Robbins's The Unholy Three réédité dans le pulp Fantastic Novels en 1948 (sous le titre The terrible Three)

### Romans
- The Spirit of the Town: A Novel Presentation in Fiction Form of the Impulse and Desire Which Mould the Lives of Men (1912)
- Mysterious Martin: A Fiction Narrative Setting Forth the Development of Character Along Unusual Lines (1912)
- The Unholy Three (1917; rééd. sous le titre The Three Freaks en 1935)

- traduit en français sous le titre Le Club des trois par Étienne Gril et Cécile Long, Paris, Nouvelle librairie française, 1933, 249 p. (BNF 31224250)
- In the Shadow (1929)
- The Master of Murders (1933)
- Close Their Eyes Tenderly (1949)
- To Hell and Home Again (non publié)

### Recueils de nouvelles
- Silent, White and Beautiful and Other Stories (1920)
Contient : 
  - Silent, White and Beautiful
  - Who Wants a Green Bottle?
  - Wild Wullie, the Waster
  - For Art's Sake (nouvelle version de Mysterious Martin)
- Who Wants a Green Bottle? and Other Uneasy Tales (1926)
Contient : 
  - Silent, White and Beautiful
  - Who Wants a Green Bottle?
- traduit en français sous le titre Une bouteille verte par Renée Davis, Marseille, France, Éditions Jean Vigneau, 1943, 314 p. (BNF 32575018)
  - Wild Wullie, the Waster
  - Toys (aka The Toys of Fate)
  - A Bit of Banshee
  - The Son of Shaemas O'Shea
  - Cockcrow Inn
  - Spurs
- Freaks and Fantasies (2007)
Contient : 
  - Crimson Flowers
  - Silent, White and Beautiful
  - Who Wants a Green Bottle?
  - The Bibulous Baby
  - Wild Wullie, the Waster
  - The Toys of Fate
  - An Eccentric
  - The Whimpus
  - A Bit of Banshee
  - The Son of Shaemas O'Shea
  - A Voice from Beyond
  - Cock-crow Inn
  - The Confession
  - Spurs
- traduit en français sous le titre Les Éperons par Anne-Sylvie Homassel, Paris, Les Éditions du Sonneur, coll. « La Petite Collection », 2011, 62 p.  (ISBN 978-2-916136-40-0)

### Poèmes
- The Scales of Justice and Other Poems (1915)

## Filmographie
Comme scénariste
- La Monstrueuse Parade, réalisé par Tod Browning, 1932 (d’après Spurs)